# Sant Miquel de Peramola Nou
Sant Miquel de Peramola Nou és la nova església parroquial de Peramola (Alt Urgell) que al segle xviii va substituir la vella església romànica de Sant Miquel de Peramola Vell. Està protegida com a bé cultural d'interès local.

## Arquitectura
L'església té tres naus, capçalera rectangular cap al nord, dues capelles als peus i un petit transsepte coronat per una cúpula semiesfèrica.
El temple presenta tres etapes constructives ben diferenciades. La part més antiga és del segle xiv correspon a les dues capelles de sota del cor, als peus de l'església i el darrer tram de les naus laterals. Inicialment l'orientació de l'església era diferent a l'actual. S'hi accedia pel mur meridional i segurament la capçalera era al mur de llevant. Aquest accés, portal d'arc de mig punt adovellat, es manté encara al carrer de l'Església. A les dovelles d'un dels arcs de les capelles hi ha els dos escuts dels Peramola. També hi és present l'escut dels Desbrull, successors dels Peramola.
A finals del segle xvi s'eixamplà l'edifici i es creà una capçalera orientada al nord i les tres naus cobertes amb volta de nervis sobre arcs apuntats.
La tercera fase constructiva fou a finals del segle xvii. Es construeix a la capçalera del temple, formada per un transsepte i un presbiteri de planta rectangular. La coberta és semicircular amb llunetes i cúpula semiesfèrica amb una lluerna, sostinguda per arcs de punt. L'alçada de la cúpula escurça la concepció longitudinal del temple i dona una major rellevància al presbiteri, d'arc amb l'estètica barroca. A l'extrem de ponent del transsepte presenta una porta rectangular amb la data 1697.
El conjunt és cobert exteriorment per una teulada a doble vessant. A la façana de llevant hi ha un campanar de torre de secció quadrangular, amb quatre finestres allargades, un rellotge i és coronat per una coberta plana.
Un element rellevant de l'església de Sant Miquel és la llosa sepulcral d'estil gòtic, esculpida cap a 1430, d'un dels darrers barons de la nissaga dels Peramola.

## Història
El lloc de Peramola és documentat des de l'any 1026. La població apareix esmentada en dues ocasions com a límit del terme castral de Gavarra els anys 1088 i 1095. L'indret fou patrimoni de la família Peramola, que esdevingueren barons al segle xv.
De l'església de Sant Miquel de Peramola Vell no hi ha notícies d'època medieval. En la visita pastoral de 1575 es parla del mal estat de les cobertes. En aquest moment encara era parròquia Sant Miquel de Peramola Vell, que quedà com a capella del cementiri. Al segle xviii la nova església de Sant Miquel, situada al centre del poble, passà a ser la parròquia.